# Чемпіонат Франції з тенісу 1912
Чемпіонат Франції з тенісу 1912 - 22-й розіграш Відкритого чемпіонату Франції. Макс Декюжі захистив свій титул у парі з Морісом Жермо та повернув титул в одиночному розряді. Жанна Матте виграла свої останні титули в одиночному та парному (разом із Дейзі Сперанца) розрядах, при чому в обох розрядах тріумфувала вчетверте поспіль. Мікст виграли Дейзі Сперанца та Вільям Лоренц.

## Дорослі

### Чоловіки, одиночний розряд
Макс Декюжі переміг у фіналі  Андре Гобера

### Жінки, одиночний розряд
Жанна Матте перемогла у фіналі  Марі Дане 6–2, 7–5

### Чоловіки, парний розряд
Макс Декюжі /  Моріс Жермо

### Жінки, парний розряд
Жанна Матте /  Дейзі Сперанца

### Змішаний парний розряд
Дейзі Сперанца /  Вільям Лоренц